# 戴维·K·E·布鲁斯
戴维·柯克帕特里克·埃斯特·布鲁斯（英語：David Kirkpatrick Este Bruce，1898年2月12日—1977年12月5日），是美国外交官，曾担任驻联邦德国大使、驻法国大使、驻英国大使，还是首任驻北京联络处主任。